# Cassephyra modesta
Cassephyra modesta är en fjärilsart som beskrevs av W. Warren 1907. Cassephyra modesta ingår i släktet Cassephyra och familjen mätare. Inga underarter finns listade i Catalogue of Life.